# 護航戰鬥機

P-51野马戰鬥機是第二次世界大战最著名的護航戰鬥機。

护航战斗机是第二次世界大战以來，是專門設計來护送轟炸機的戰鬥機去執行任務。护航战斗机需要非常長的航程來確保能夠與被護航的轟炸機及戰鬥機共同抵達目標、保護轟炸機及戰鬥機完成任務後再護送其返航。
一些具高燃料籌載能力的双引擎重型战斗机在第二次世界大战被設計用來執行護航任務。 这种重型战斗机基本上未能在战争期间實現它们被预期的护航作用，它們與更灵活的单引擎战机纏鬥時通常處於劣勢。隨著战争的进展，使用副油箱的設計允许单引擎战机加長航程以执行护航任務。
在战后引入的喷气发动机和其固有的短航程導致護航戰鬥機體系非常难以建立。相关的渗透战斗机概念短暫出现西元1950年代和1960年代，但没有生产任何相關的飞机。專用護航戰鬥機的重要性在第二次世界大戰結束後已經減弱，护航的任務在必要时改由現代化的空优战鬥機執行。

## 德国空军使用狀況
不列颠戰役時， 德国空军使用駐紮在法國的梅塞希密特Bf109和Bf110作为护航战斗机。雖然從法國相對較近的機場起飛，但是Bf 109仍在其航程的極限下飛行行，並且如果被有燃料返航的話則無法長時間停留來協助轟炸機，而Bf110，雖然是专门設計來進行护航任務，但是面對英国皇家空军的喷火式战斗机和飓风戰鬥機時，性能卻相形見絀。与亨克尔He 111和容克 Ju88中型轰炸机共同飛行時，在遭遇英國戰鬥機時，轟炸機迅速会放弃他们的輕型炸彈，並遠離英国的战斗機。

## 美国陆军航空軍使用狀況
美國空军的對德國工業的精確战略轰炸只能在白天进行。起初，美軍並不認為這是一個很嚴重的問題，美軍所配備的B-17轟炸機和B-24轟炸機是轟炸機歷史上武裝最為雄厚的。按照密集编队的计划，由轟炸機创造白朗寧M2交叉火力網就足以擊退敌人，沒有必要派遣战鬥機進行护航。
该计划很快宣告破滅。在砲塔中要擊中一個快速移動的戰鬥機是相當困難的，然而利用戰鬥機要擊中一個移動緩慢的轟炸機可說是易如反掌。美軍的轰炸机损失逐渐增加，而实验性的"砲艇"YB-40完全無法發揮擊落敵方戰鬥機的功用。

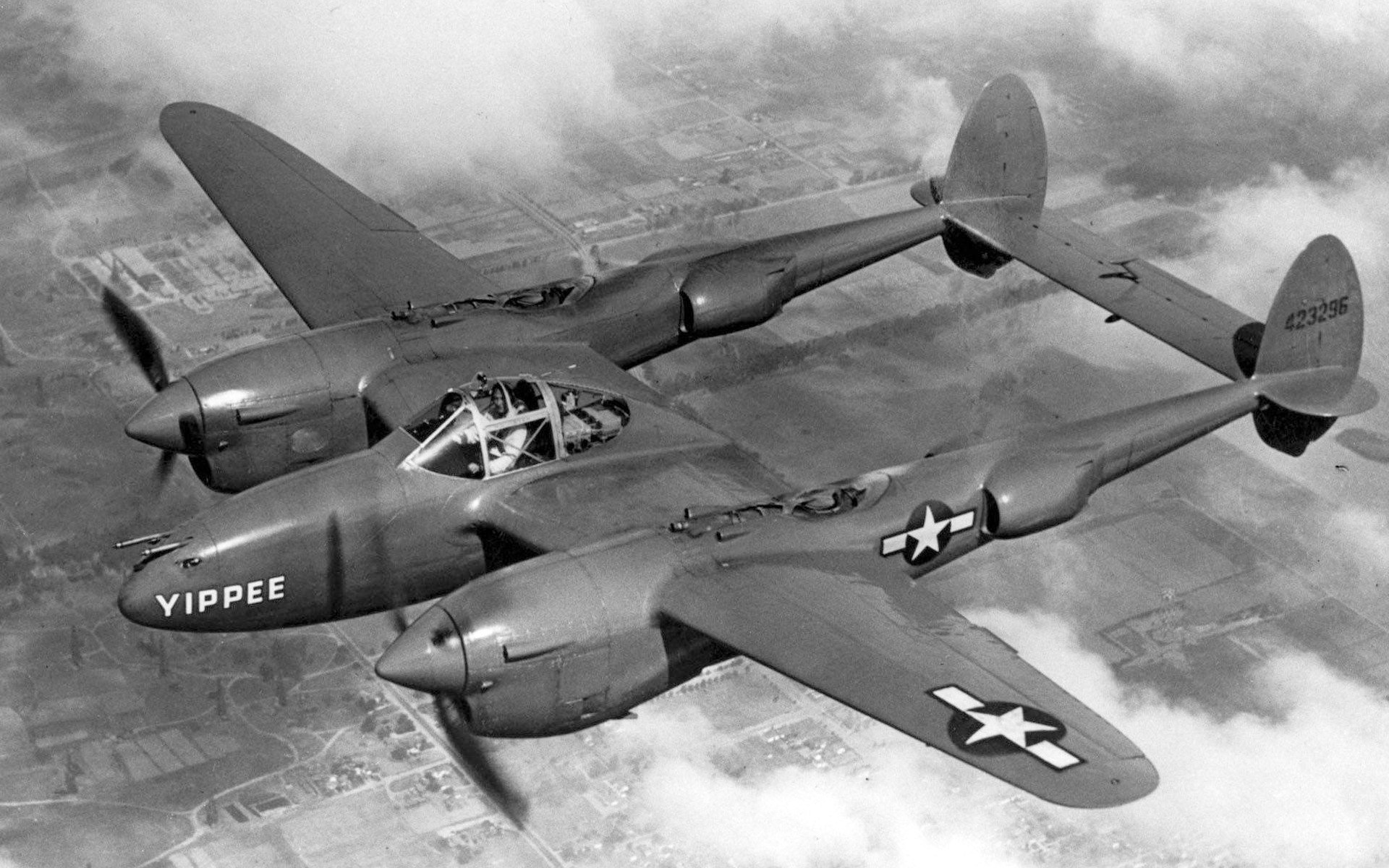
P-38閃電式戰鬥機與戰爭初期的戰鬥機相比具有更大的航程。

直到P-38閃電式和P-47战鬥机的引入，轰炸袭击才開始取得成功。能够携带洛克希德设计的大型副油箱，戰鬥機才能夠護航轟炸機來協助他們完成任務。西元1944年3月3日，首次有盟軍戰鬥機飛越柏林，而首個飛抵柏林的戰鬥機隸屬於美國空軍第55战斗机大隊。当使用勞斯萊斯梅林引擎的P-51戰鬥機被引入，他具有一个层流機翼來提高效能，此時二戰最後一款護航戰鬥機正式完成。

## 冷战
P-47N和P-51的成功，帶给人們護航战斗机是值得在戰後继续进行研發。然而高消耗的早期喷气发动机使得這種機種相當难以设计，一些实验性的设计试图使用混合动力，即典型涡轮螺旋桨發動机加上喷气發動機，但是这些皆未能达到性能要求。一个新的構想－XF-85小鬼式微型戰鬥機，计划作为B-36和平締造者轟炸機的寄生機，同時也使用B-29超级堡垒轟炸機進行測試，最後发现該構想是完全不可能在實戰中使用。后来的FICON計畫尝试過类似的想法，使用喷气式战斗机機鼻上或翼尖上的"飛人勾"來對接重型轰炸机。
同时，如XF-85小鬼式的专门护航战斗机，最後成為絕響。技術的進步和戰爭的戰爭本質使戰鬥機護航的作用逐漸與戰鬥機類型合併，因此該術語不再使用。在韓戰期間，F-80流星戰鬥機和后来的F-86軍刀戰鬥機曾經和F-84雷霆攻擊戰鬥機護航過B-29重型轟炸機。
XB-70女武神式轟炸機， 北美航空設計的三倍音速轰炸机，它的超高速度目的是免于敌人的攻击，因此，北美航空曾提出要讓XF-108輕剑戰鬥機擔任護航戰鬥機的角色。在这种情况下，“渗透战斗机”這個名詞被使用在其上，其實這種戰鬥機並不算是護航戰鬥機，而是在轟炸機之前快速飛入敵方領空，並且在敵方攔截機接近轟炸機之前就攻擊將他們擊落。
导弹的出現，特别是地对空导弹，使專門的护航战鬥机设计顯得相形失色。导弹技术的出現，意味着拦截机將很少近距離接觸轰炸机，不過，护航機可以對來襲的导弹作出一些反應。同时，陸基和潛艇弹道导弹的演進，使轰炸机在美國核戰略上下降到较低的重要性，在蘇聯可以說是完全被忽略。 此外，由於在整個冷戰期間相互保證毀滅的概念在政治議程中佔據重要地位，因此核打擊變得越來越不可能，使現有的戰鬥機設計足以在戰爭中保護它們。在越戰， F-4幽灵II戰鬥機和F-8戰鬥機曾以護航機的角色陪同如 B-52同溫層堡壘轟炸機、F-105雷公戰鬥機和A-4天鹰式攻擊機等美軍轟炸機。在某些情况下會出現F-4護航F-4的狀況，当一架F-4配备炸弹，會由其他F-4担任護航戰鬥機(类似情况也发生在F-8上).

## 现代
空优战斗机的出現，例如 F-15鹰式戰鬥機，这意味着高价值目標(如空中加油、预警機、指揮平台、轰炸机和攻击机)將受到空優戰鬥機的保護，有时空優戰鬥機會超越他們一段距離，與遠處的敵方空中單位戰鬥，而不是一昧近距離伴飛。
多用途战斗机的發展，例如 F/A-18，也减少需要护航的情況，这種飞机在執行空袭任务的同時也能够有效地自我防衛。
美國空軍目前正在為預期的下一代B-21戰略轟炸機開發新的戰鬥機來提供護航。